# Vestjydsk Handelsskole og Handelsgymnasium
Vestjydsk Handelsskole og Handelsgymnasium ligger i Skjern. Den er en af landets mindste handelsskoler.
Derudover har Vestjydsk Handelsskole og Handelsgymnasiums HHx uddannelse landets 2. højeste gennemsnit, blandt normale videregående uddannelser i Danmark (heri medregnes HG, HTx, STx, HHx, Hf osv. hvilket betyder at der ikke er medregnet internationale uddannelser og fremmedsprogsuddannelser), næstefter Holstebro Gymnasium (opdateret 2009).[kilde mangler]
| Skole | Spire Denne artikel om en skole, en uddannelsesinstitution eller uddannelse er en spire som bør udbygges. Du er velkommen til at hjælpe Wikipedia ved at udvide den. |

|  | Denne artikel om en bygning eller et bygningsværk kan blive bedre, hvis der indsættes et (bedre) billede. Du kan hjælpe ved at afsøge Wikimedia Commons for et passende billede eller lægge et op på Wikimedia Commons med en af de tilladte licenser og indsætte det i artiklen. |

55°56′34″N 8°30′41″Ø / 55.94278°N 8.51139°Ø